# ウラジーミル・ヤクーシェフ
ウラジーミル・ウラジーミロヴィチ・ヤクーシェフ（ロシア語: Владимир Владимирович Якушев、Vladimir Vladimirovich Yakushev、1968年6月14日 - ）は、ロシアの法律家、銀行家、政治家。現在、ロシア連邦議会上院の第一副議長。これまでにウラル連邦管区大統領全権代表（2020-2024年）、元建設住宅公共事業相（2018-2020年）、チュメニ州知事（2005-2018年）を歴任した。バシコルトスタン共和国ネフテカムスク出身。
1986年から1988年まで兵役に就く。1993年にチュメニ大学法学部を卒業する。同年6月27日西シベリア商業銀行ヤマロ・ネネツ支店法律顧問として勤務。1994年同銀取締役代行を経て、1995年取締役。1997年には副頭取。チュメニ大学を修了しエコノミストの資格を取得する。1998年4月29日頭取となる。2001年6月13日チュメニ州副知事。2005年3月チュメニ市第一副市長。3月21日市長代行。2005年11月24日チュメニ州知事に就任。
2020年5月、ミハイル・ミシュスティン首相の新型コロナウイルス感染症感染が明らかになった直後にヤクーシェフも感染していたことが判明した。
2020年11月9日の内閣改造で建設住宅公共事業相を外れ、ウラル連邦管区大統領全権代表に就任した。2024年9月25日にロシア連邦議会上院の第一副議長に選出された。

## 家族
私生活では大学在学中結婚。夫人との間に2子あり。

## 脚註
1. ↑  “Якушев Владимир Владимирович”.   minstroyrf.ru. 2018年5月25日閲覧。
2. ↑  “Бюро Высшего совета Партии”.   Единая Россия. 2013年11月15日閲覧。
3. ↑  ANOTHER Russian minister diagnosed with Covid-19, after PM ends up in hospital
4. ↑  “Russian cabinet reshuffle: 5 ministers replaced, another deputy PM added”. TASS. (2020年11月9日) 2020年11月11日閲覧。
5. ↑  “Владимир Якушев избран первым вице-спикером Совета Федерации”. RIAダゲスタン（ロシア語版）. (2024年9月25日) 2024年10月4日閲覧。
6. ↑  ЯКУШЕВА ЛАРИСА ЮРЬЕВНА
7. ↑  Чем занимаются дети губернаторов России. Часть 6. Уральский ФО